# Bayerische Staatsmedaille für Verdienste um Umwelt und Gesundheit
Die Bayerische Staatsmedaille für Verdienste um Umwelt und Gesundheit wurde vom Bayerischen Staatsministerium für Umwelt und Gesundheit zwischen 2004 und 2008 für Verdienste um den Schutz von Umwelt, Gesundheit und Verbrauchern verliehen.
Sie wurde im Jahr 2004 vom damaligen Bayerischen Staatsminister für Umwelt, Gesundheit und Verbraucherschutz Werner Schnappauf gestiftet und war Nachfolger der Bayerischen Umweltmedaille, die im Jahr 1972 vom damaligen Staatsminister Max Streibl gestiftet wurde. Sie wurde alljährlich an bis zu 30 Persönlichkeiten und Vereinigungen verliehen. Seit 2009 gibt es getrennte Auszeichnungen: die Bayerische Staatsmedaille für Verdienste um die Umwelt und die Bayerische Staatsmedaille für Verdienste um die Gesundheit.
Die Staatsmedaille für Verdienste um Umwelt und Gesundheit war kein Orden oder Ehrenzeichen im Sinne des Art. 118 Abs. 5 der Verfassung des Freistaates Bayern und ist nicht zum Tragen in der Öffentlichkeit bestimmt.